# Elezioni legislative in Francia del 1827
Le elezioni legislative in Francia del 1827 per eleggere i 430 deputati della Camera dei Deputati si sono tenute dal 17 al 24 novembre.
Le elezioni videro la conferma degli ultrarealisti come primo gruppo politico, ma allo stesso tempo l'affermazione delle opposizioni riunite dei dottrinari (inclusi liberali come La Fayette e Benjamin Constant) e dei conservatori guidati da Chateubriand, che ritengono le prese di posizione degli Ultras come un tentativo di abrogare la Carta costituzionale.
Per la prima volta dai tempi della Rivoluzione, la campagna elettorale (in questo caso dell'opposizione anti-Ultras) viene aiutata dalla mobilitazione popolare messa in atto dal club politico Aide-toi, le ciel t'aidera (letteralmente "Aiutati che il Ciel ti aiuta"), riunente repubblicani, ex-giacobini e liberali accomunati dal desiderio di revisionare la legge elettorale e impedire la censura che ha colpito la stampa durante il Villèle.
I risultati delle elezioni forzarono il primo ministro Villèle a rassegnare le dimissioni nel gennaio 1828, portando il sovrano Carlo X a tentare una mediazione con l'opposizione inaugurando il governo Martignac, un ex-Ultras passando nel campo conservatore.

## Risultati
| Partito                            | Partito                | Partito                | Voti   | %    | Seggi |
| ---------------------------------- | ---------------------- | ---------------------- | ------ | ---- | ----- |
|                                    |                        | Dottrinari e liberali  | 37.600 | 39,5 | 170   |
|                                    | Conservatori           | 15.980                 | 17,5   | 75   |       |
| Coalizione anti-Ultras             | Coalizione anti-Ultras | Coalizione anti-Ultras | 53.580 | 57.0 | 245   |
|                                    | Ultrarealisti          | Ultrarealisti          | 40.420 | 43.0 | 185   |
| Totale                             | Totale                 | Totale                 | 94.000 | 100  | 430   |
| Fonti: Élections législatives 1827 |                        |                        |        |      |       |